# Szokratisz Szokratusz
Szokratisz Szokratusz, görögül: Σωκράτης Σωκράτους (?–) ciprusi nemzetközi labdarúgó-játékvezető, sportvezető.

## Pályafutása

### Játékvezetőként
Nemzeti labdarúgó-szövetségének megfelelő játékvezető bizottságai minősítése alapján jutott magasabb osztályokba. Az I. Liga játékvezetője. Az I. Liga játékvezetőjeként 2002-ben vonult vissza.
A Ciprusi labdarúgó-szövetség (CFA) Játékvezető Bizottsága (JB) terjesztette fel nemzetközi játékvezetőnek, a Nemzetközi Labdarúgó-szövetség (FIFA) 2002-től tartotta nyilván bírói keretében. Több nemzetek közötti válogatott és Európa-liga klubmérkőzést vezetett, vagy működő társának 4. bíróként segített. A  nemzetközi játékvezetéstől 2002-ben búcsúzott. Válogatott mérkőzéseinek száma: 1.

### Sportvezetőként
Aktív pályafutását befejezve a TFA Totteridge Football Club Akadémia igazgatója, az UEFA JB ellenőre.

## Statisztika

### Nemzetközi válogatott mérkőzése
| #  | Dátum             | Helyszín       | Hazai        | Eredmény | Vendég   | Kiírás     | Gólok | Esemény |
| -- | ----------------- | -------------- | ------------ | -------- | -------- | ---------- | ----- | ------- |
| 1. | 2002. február 13. | Limassol (CYP) | Magyarország | 1 – 2    | Svájc    | barátságos | -     |         |
|    | Összesen          |                |              | 1        | mérkőzés |            |       |         |